# Strange Fruits
『Strange Fruits』（ストレンジ・フルーツ）は、1999年3月17日にEpic Recordsから発売されたCHARAの6枚目のオリジナル・アルバム。規格品番：ESCB-1960。

## 概要
前作『Junior Sweet』から1年半ぶりの新作。セルフプロデュース楽曲を揃え、同年6月21日からライブハウスツアー『STRANGE FRUITS The Live』、9月19日から全国ライブツアー『STRANGE FRUITS THE CONCERT』を敢行（ライブ・アルバム『LIVE 97-99 MOOD』に収録）。
初回プレス仕様は二方背スリーブケース&カラーケース。累計売上は約31.7万枚。オリコンチャート3位を獲得した。

## 収録曲
特記以外作詞・作曲:Chara
1. あたしはここよ(3:32)
  - 編曲:テイ・トウワ/Ayumi Obinata
2. 光と私(5:45)
  - 作曲:Chara/Tomoyuki Ishikawa　編曲:Aurora Band
  - 18thシングル
3. あの家に帰ろう(4:04)
  - 作詞:Chara/浅野忠信　編曲:名越由貴夫
4. 70%-夕暮れのうた(4:11)
  - 作曲:Chara/渡辺善太郎　編曲:渡辺善太郎
  - 19thシングル
5. オブラート(4:18)
  - 作詞:Chara/浅野忠信　編曲:名越由貴夫
6. Duca(4:00)
  - 作曲:Chara/五十嵐信一　編曲:Aurora Band
  - 17thシングル
7. 女の子の部屋(2:45)
  - 作曲:Chara/名越由貴夫/ASA-CHANG　編曲:Aurora Band
8. あいしていると誠実に目に語れ(3:34)
  - 編曲:Takeshi Watanabe
9. 話して尊いその未来のことを(6:14)
  - 作曲:Chara/Tomoyuki Ishikawa　編曲:Aurora Band
10. つたわって(3:57)
  - 編曲:Aurora Band
11. なんでそんなことをさせるの?僕に(3:51)
  - 編曲:D.Motion